# عملیات آخوندک
عملیات آخوندک (به انگلیسی: Operation Praying Mantis) حملهٔ نیروی دریایی آمریکا به دو سکوی نفتی ایران در اواخر جنگ ایران و عراق در سال ۱۳۶۷ است که به تلافی برخورد یک مین دریایی رهاشده از کشتی مین‌گذار ایران اجر به ناوچهٔ آمریکایی ساموئل بی. رابرتز اجرا شد. این برخورد منجر به ایجاد حفره در بدنه ناو آمریکایی و قرار گرفتن آن در آستانه غرق شدن شد. پس از یافتن تعدادی مین دیگر در منطقه توسط غواصان آمریکایی، مقامات نظامی ایالات متحده تصمیم به انجام عملیات تلافی‌جویانه گرفتند. این عملیات بزرگ‌ترین درگیری دریایی آمریکا از زمان جنگ جهانی دوم به بعد بود. در این عملیات ۵۶ تن از نیروهای ایرانی و ۲ تن آمریکایی (سقوط هلی‌کوپتر) کشته شدند.
عملیات آخوندک تقریباً نیروی دریایی ایران را که از سال‌ها قبل مهم‌ترین یگان نظامی دریایی در خلیج فارس و دریای عمان بود در طول چند ساعت از بین برد. دو ناوچه سهند (IIS Faramarz) و سبلان (IIS Rostam) از مهم‌ترین دارایی‌های نیروی دریایی ایران و ناو موشک‌انداز جوشن در این عملیات از بین رفتند. ناو سبلان البته بعداً تعمیر شد. از این عملیات به عنوان یکی از عوامل پذیرش قطع‌نامه ۵۹۸ توسط روح‌الله خمینی، رهبر وقت جمهوری اسلامی نامبرده می‌شود.

## توان رزمی ارتش آمریکا در عملیات
نیروی دریایی آمریکا در این عملیات نیروهای مشارکت‌کننده را به ۳ گروه تقسیم کرد:
۱-گروه عملیات سطحی براوو شامل:
- ناوشکن یواس‌اس مریل (دی‌دی-۹۷۶)
- ناوشکن USS Lynde McCormick (DDG-8)
- کشتی آبی خاکی یواس‌اس ترنتون (ال‌پی‌دی-۱۴)
- کشتی آبی خاکی (MAGTF) 2-88

۲-گروه عملیات سطحی چارلی شامل:
- ناو یواس‌اس وینرایت (سی‌جی-۲۸)
- ناوچه یواس‌اس باگلی (اف‌اف-۱۰۶۹)
- ناوچه یواس‌اس سیمپسون (اف‌اف‌جی-۵۶)
- یگان ویژه نیروی دریایی ایالات متحده آمریکا

۳-گروه عملیات سطحی دلتا شامل:
- ناوچه USS Jack Williams (FFG-24)
- ناوشکن یواس‌اس اوبراین (دی‌دی-۹۷۵)
- ناوشکن USS Joseph Strauss (DDG-16)

## پیش‌زمینه
جمهوری اسلامی برخی کشورهای منطقه را به حمایت ضمنی یا حتی علنی از صدام متهم می‌کرد و مدعی بود آنها نفت عراق را با کشتی‌های خود صادر می‌کنند. برای همین در بالاترین سطح رهبری جنگ در ایران تصمیم گرفته شد که این کشتی‌های غیرنظامی با عملیات نظامی متوقف شوند. در جلسه فرماندهان سپاه، شخص خمینی گفت: «اگر من جای شما باشم همان اولی را با آرپی‌جی می‌زنم.» برای همین قرارگاه نوح نبی سپاه، سر راه کشتی، مین دریایی گذاشت. مین دریایی هم به اولین کشتی عبوری (بریجتون) برخورد کرد. آمریکا در پاسخ، کشتی مین‌گذار، یعنی ناو آبی-خاکی ایران اجر را از بین برد. همچنین در نبرد دیگری، نزدیک جزیره فارسی، نادر مهدوی فرمانده سپاه در منطقه و عامل حمله به کشتی‌های تجاری در آبهای آزاد و چند تن از همراهانش به همراه چند قایق تندرو از بین رفته و اسیر شدند. در حمله دیگری، نیروهای سپاه با استفاده از موشک چینی ضدکشتی کرم ابریشم، دو کشتی تجاری و نفتکش را در آب‌های آزاد هدف قرار دادند که یکی از آنها آمریکایی بود. در پاسخ، آمریکا چند سکوی نفتی ایران را که فرماندهی و کنترل بخشی از عملیات از روی آنها انجام شده‌بود را نابود کرد. در ۲۵ فروردین ۱۳۶۷ ناو آمریکای ساموئل رابرتز، درحال اسکورت نفتکش‌های کویتی در آبهای آزاد بود که به یکی از مین‌هایی که کشتی ایران اجر قرار داده‌بود برخورد. پاسخ آمریکا عملیات آخوندک بود.

## شرح نبرد
در ۲۹ فروردین ۱۳۶۷ نیروهای نظامی آمریکا با چند گروه سطحی نبرد را آغاز کردند. ابتدای کار هجوم به دو سکوی نفتی ایران بود. عملیات با دو گروه سطحی و هماهنگی نیروی هوایی آمریکا از ناو هواپیمابر یواس‌اس انترپرایز آمریکا آغاز شد. گروهی به همراه دو ناوشکن و یک کشتی تدارکاتی آبی-خاکی به یک سکو در میدان نفتی سلمان هجوم بردند. گروه دیگر هم -که یک ناو موشک‌انداز و دو ناوچه بود- به سکویی در میدان نفتی ساسان حمله کردند؛ تفنگداران دریایی آمریکا از شاخهٔ واکنش سریع به سکوی نفتی ساسان حمله کردند و اقدام به جمع‌آوری مدارک و کارگذاشتن مواد منفجره به منظور از کار انداختن آن نمودند.

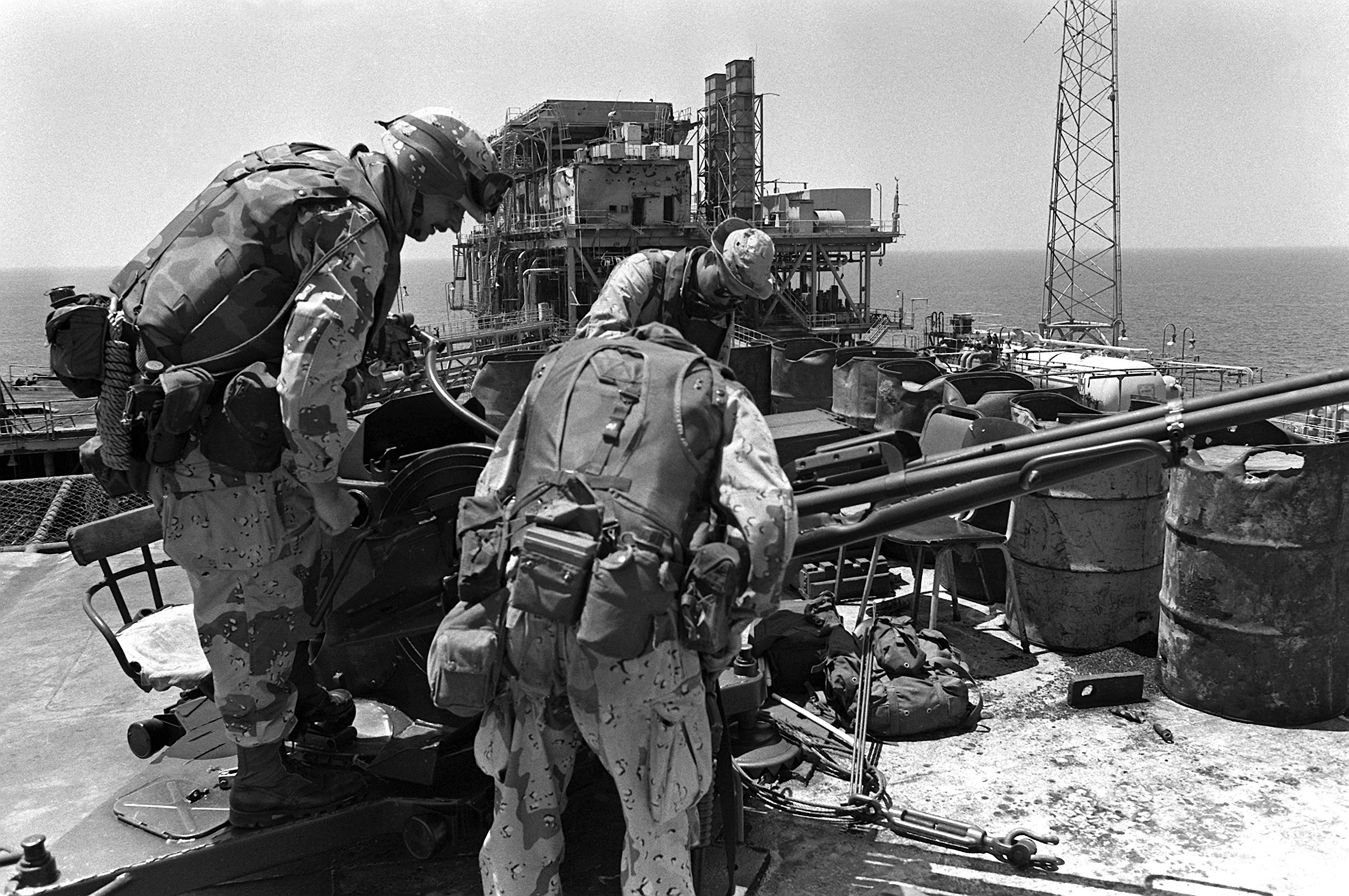
نیروهای دریایی آمریکا در حال بررسی ادوات جنگی ایران بر روی سکوی نفتی سلمان

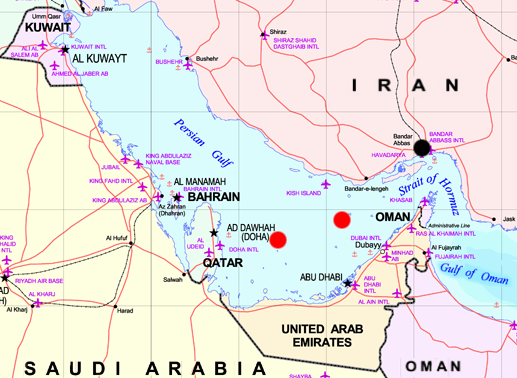
نقشه عملیات

ایران با اعزام قایق‌های تندرو باگ‌هامار و حمله به چند هدف متفاوت، یک کشتی تدارکاتی با پرچم آمریکا و کشتی دیگری با پرچم پاناما در خلیج فارس به این حمله پاسخ گفت. سپس هواپیماهای آ-۶ای آمریکا با راهنمایی ناوچه‌های آمریکایی به سوی قایق‌های تندرو رفتند. هواپیماها چند بمب خوشه‌ای راک‌آی به سمت قایق‌های تندرو پرتاب نموده و یکی از قایق‌ها را غرق کرده و به چند قایق دیگر آسیب رساندند که قایق‌ها پس از خسارت دیدن برای تجدید قوا و تعمیر به سمت جزیره ابوموسی حرکت کردند.
سپس ناوچه توپ‌دار کلاس کمان جوشن به کارزار می‌آید. اما جوشن در نزدیکی منطقه درگیری از کار افتاد. در روایت رسمی جنگ گفته می‌شود این ناوچه هدف جنگ الکترونیک آمریکایی‌ها قرار گرفت و سپس فرمانده ناوگان آمریکا روی بی‌سیم آمد و به فرمانده ناو جوشن گفت همه نیروهای ایرانی باید از کشتی خارج و سوار قایق‌های نجات شوند تا منتقل شوند. اما فرمانده جوشن آژیر جنگ را به صدا درمی‌آورد و به نیروهای آمریکایی می‌گوید: «اینجا خلیج فارس است و شما حق هیچ‌گونه دخالتی در امور کشور مرا ندارید و لازم است منطقه را ترک کنید.». سپس این چند موشک هارپون به‌سوی ناو آمریکایی یواس‌اس وینرایت شلیک کرد. در پاسخ ناوچه یواس‌اس سیمپسون چهار موشک ریم-۶۶ استاندارد شلیک کرده و در همین میان ناو «وین رایت» هم با پرتاپ دو «موشک استاندارد» این حمله را ادامه داد. سازهٔ اصلی کشتی جوشن ویران و این موضوع موجب غرق شدن سریع کشتی گشت. ناوچه یواس‌اس باگلی آمریکا هم یک فروند هارپون به آن شلیک کرد که به هدف اصابت نکرد. سه کشتی آمریکا با نزدیک شدن به جوشن با استفاده از آتش‌بار توپخانه آنرا غرق کردند.
دو فروند هواپیمای اف-۴ نیروی هوایی ایران به ناو «وین رایت» نزدیک شدند که با پرتاب چند فروند موشک استاندارد از منطقه خارج شدند.
هنگامی که ناوچه سهند که از بندرعباس حرکت کرده بود به کشمکش با چند واحد سطحی نیروهای دریایی آمریکا رفت، هواپیماهای اینترودر که در حال گشت‌زنی مراقبتی برای ناو جوزف استراس آمریکا بودند، ناو ایرانی را ردیابی کردند.

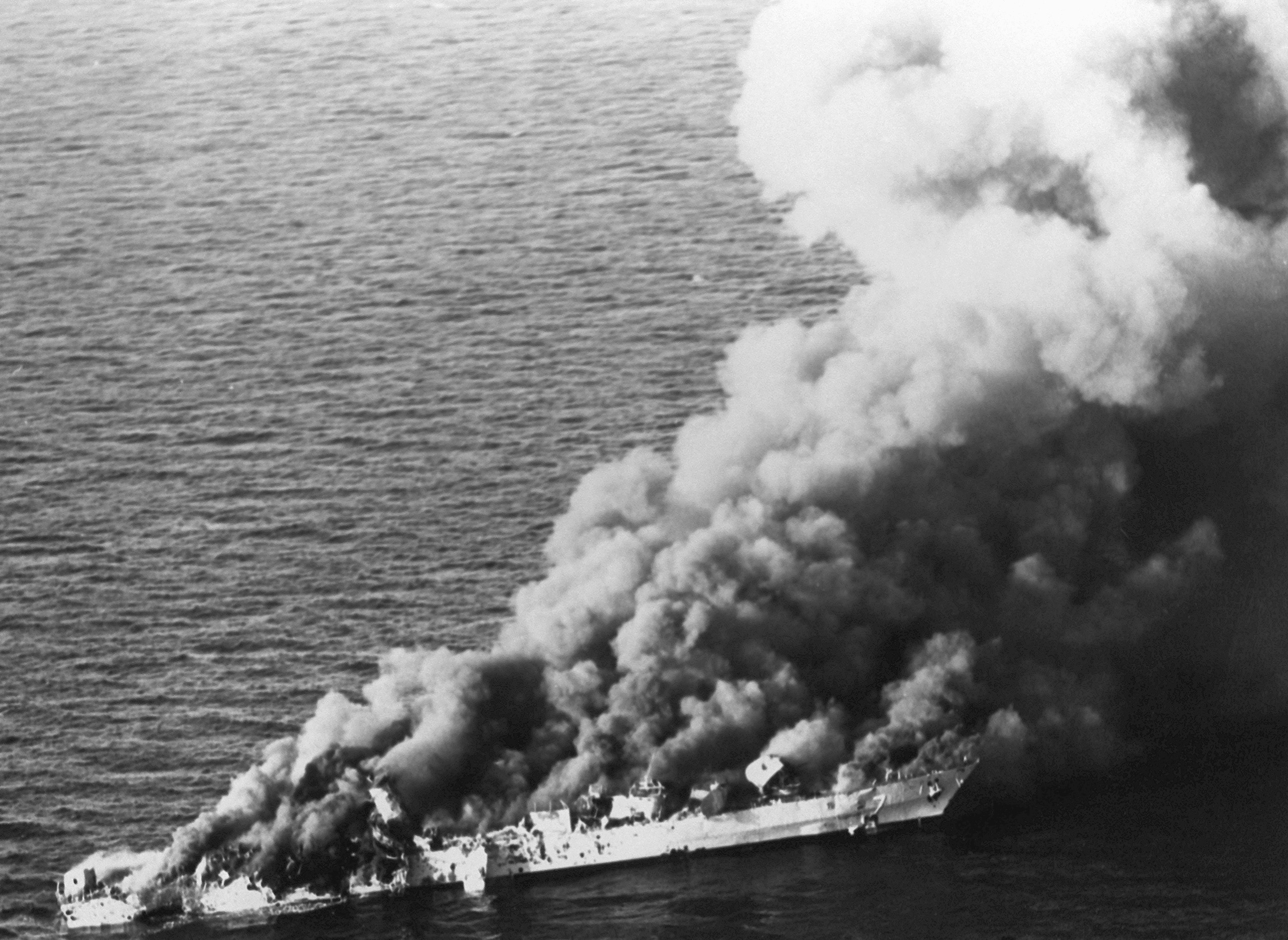
ناوچهٔ سهند که پس از حمله در تاریخ ۲۹ فروردین ۱۳۶۷ برابر ۱۸ آوریل سال ۱۹۸۸ میلادی می‌سوزد

ناوچه سهند چند موشک به هواپیماهای اینترودر شلیک کرد که هواپیماها با دو موشک هارپون و چهار بمب هدایت لیزری اسکیپر پاسخ گفتند؛ ناوشکن جوزف استراس هم یک موشک هارپون شلیک کرد. بیشتر سلاح‌های شلیک‌شده به کشتی ایرانی اصابت کرد شعله‌های آتش از عرشهٔ سهند به آسمان سرکشید و رفته‌رفته به مخزن مهمات کشتی رسید و باعث انفجار آن و در نهایت به زیر آب رفتن کشتی شد.
با وجود غرق شدن سهند یکی از پیشرفته‌ترین کشتی‌های ناوگان ایران، ایرانیان همچنان به نبرد ادامه دادند کمی بعدتر در همان روز، خواهر خواندهٔ سهند ناوچه سبلان به کارزار آمد و با آتش چند فروند موشک زمین‌به‌هوا به هواپیماهای اینترودر به آنها حمله کرد. اینترودر با پرتاب یک بمب هدایت‌شوندهٔ لیزری به سبلان، آن را به شکل کامل از کار انداخت به شکلی که کشتی نمی‌توانست حرکت کند که البته بعد توسط یدک‌کش‌های ایرانی به بندرعباس بازگردانده شد.
در جریان این درگیری ۴۵ تن از خدمهٔ ناوچه سهند و ۱۱ تن قایق توپدار جوشن کشته شده و نیز ۲۲ نفر از خدمهٔ سهند به شدت مجروح گشتند.

## پس از نبرد
با انجام عملیات واحدهای ناوگان آمریکا خسارات زیادی به نیروی دریایی ایران و تجهیزات استراق سمع نصب شده بر دو سکوی نفتی ایرانی وارد کردند. البته سبلان در ۱۹۸۹ (۱۳۶۷ یا ۶۸) تعمیر شد. سکوهای نفتی هم تعمیر شده و در حال فعالیت هستند.
 در این عملیات دو تن از خلبانان بالگرد کبرای توپ‌دار آمریکایی نیز کشته شدند. کبرا از متعلقات یواس‌اس ترنتون آمریکایی بود که هنگام پرواز پیرامون وین رایت در ۲۴ کیلومتری جنوب غربی جزیره ابوموسی کمی پس از تاریکی سقوط کرد. اجساد دو خلبان را غواصان نیروی دریایی آمریکا در اردیبهشت یا خرداد پیدا کردند، بدنهٔ بالگرد را هم کمی بعدتر در همان زمان، از آب بیرون کشیدند. منابع رسمی نیروی دریایی آمریکا گفته‌اند که هیچ نشانه‌ای از برخورد بر روی بدنه بالگرد دیده نشده و احتمالاً بالگرد برای گریز از آتش نیروهای ایران سقوط کرده‌ است.

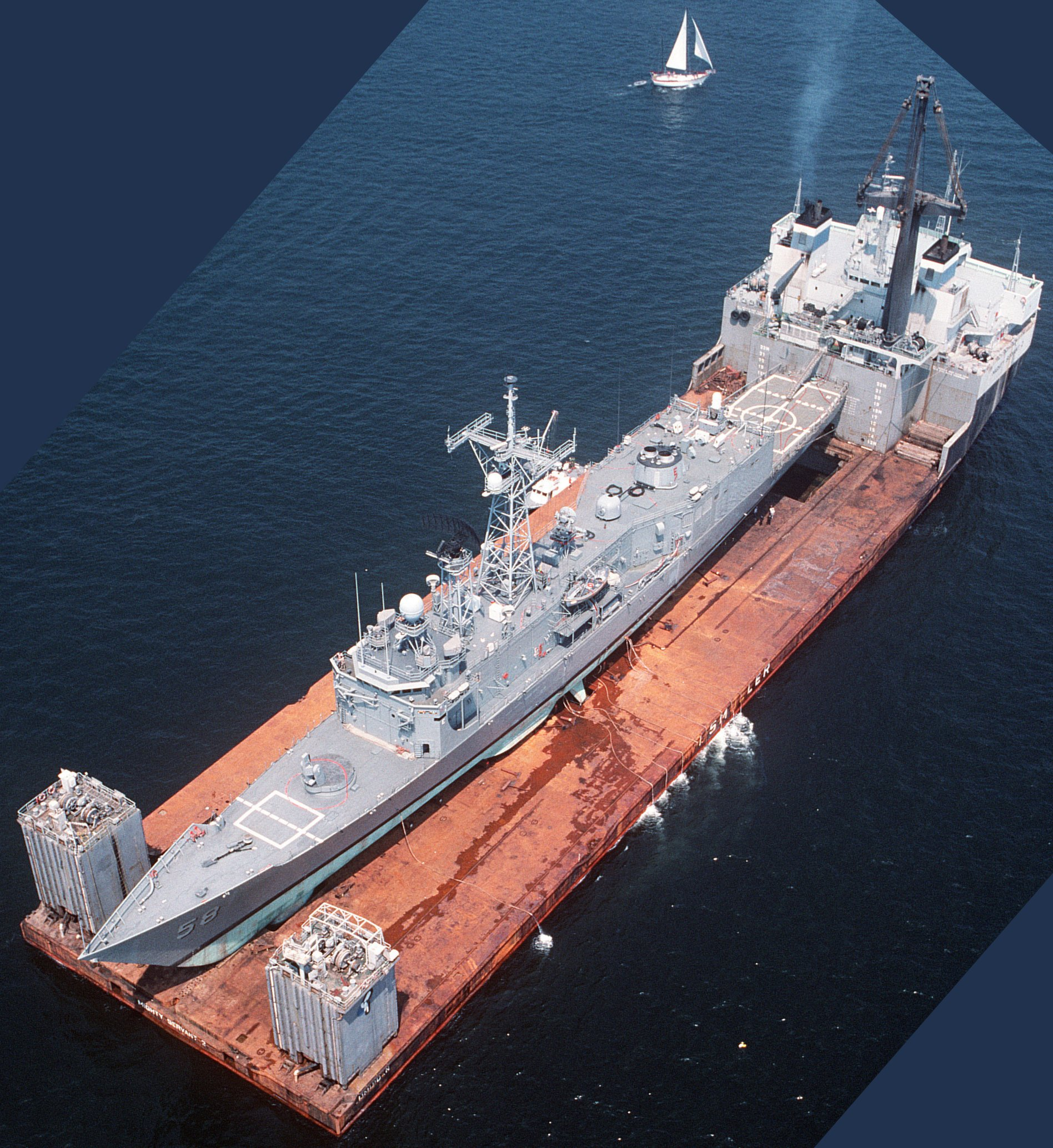
ساموئل بی. رابرتز در جابه‌جایی پس از برخورد آتش بدان‌ها

یک ماه پس از آن ناو موشک‌انداز یواس‌اس وینسنس به منظور مراقبت برای بیرون رفتن ساموئل بی رابرتز و افزایش توان نظامی آمریکا پس از درگیری‌های متناوب با ایران به منطقه احضار شد. تنش فوق‌العاده باعث شد تا خدمه وینسنز به‌سوی هواپیمای پرواز شماره ۶۵۵ ایران ایر در پروازی تجاری عادی شلیک کنند که باعث کشته شدن ۲۹۵ نفر سرنشینان غیرنظامی و خدمه این هواپیما در ۱۲ تیر انجامید.

## پی آمد
به گفته علی‌اصغر کاظمی استاد علوم سیاسی و دریابان سابق، این عملیات باعث شد تا نیروی دریایی ایران استراتژی جنگی خود را تغییر داده و یک راهبرد چریکی را انتخاب کند. درست عکس آنچه که فرماندهان آمریکایی تمایل داشتند ایران برگزیند. چرا که با توجه به تجهیزات و فناوری‌های نظامی دو کشور، یک نبرد کلاسیک تنها به ضرر ایران پایان می‌یافت.
خسارت وارده به نیروی دریایی ایران به‌حدی زیاد بود که از عوامل پذیرش قطع‌نامه ۵۹۸ توسط روح‌الله خمینی، رهبر وقت جمهوری اسلامی نامبرده می‌شود.

## دیوان بین‌المللی دادگستری
در ۶ نوامبر ۲۰۰۳ دیوان بین‌المللی دادگستری دادخواست ایران برای دریافت خسارت تحت این عنوان که ایالات متحده پیمان دوستی دو کشور در سال ۱۹۵۵ را زیر پا گذاشته را رد کرد. این دادگاه همچنین دادخواست متقابل ایالات متحده مبنی بر خیانت ایران به پیمان فوق را رد کرد.